# مادر (فیلم ۱۳۶۳)
مادر فیلمی به کارگردانی فتحعلی اویسی و نویسندگی نادر ابراهیمی ساختهٔ سال ۱۳۶۳ است.

## بازیگران
- فتحعلی اویسی
- مهری مهرنیا
- علیرضا مجلل
- رضا سرنسیای
- نعمت افشاریان
- فرشید فرشود
- حمید صفایی
- مصطفی رستمی
- حسن وجدان خوش
- مصطفی بنی هاشمی
- ایرج سنندجی